# Sturston, Derbyshire
Sturston var en civil parish från 1866 till 1934 då den blev en del av Ashbourne, Offcote and Underwood och Bradley, i grevskapet Derbyshire, i England. Civil parish var belägen 19 km från Derby och hade 225 invånare år 1931. Byar nämndes i Domedagsboken (Domesday Book) år 1086, och kallades då Stertune.